# Albula (torrente)
L'Albula è un torrente delle Marche. Nasce presso Colle Guardia, frazione del comune di Ripatransone, a 305 m s.l.m. e sfocia nel mar Adriatico nel comune di San Benedetto del Tronto attraversando anche i comuni di Ripatransone e Acquaviva Picena.